# San José de Turrubiartes
San José de Turrubiartes är en ort i Mexiko.   Den ligger i kommunen Cerritos och delstaten San Luis Potosí, i den centrala delen av landet, 400 km norr om huvudstaden Mexico City. San José de Turrubiartes ligger 1 156 meter över havet och antalet invånare är 127.
Terrängen runt San José de Turrubiartes är platt söderut, men norrut är den kuperad. Runt San José de Turrubiartes är det glesbefolkat, med 16 invånare per kvadratkilometer. Närmaste större samhälle är Cerritos, 2,7 km sydväst om San José de Turrubiartes. Trakten runt San José de Turrubiartes består i huvudsak av gräsmarker.